# Rakhim Magamadov
Rakhim Magamadov (ur. 29 października 2003) – francuski zapaśnik walczący w stylu wolnym. Zajął ósme miejsce na mistrzostwach świata w 2023 roku. 
Ósmy na mistrzostwach Europy w 2025. Złoty medalista MŚ wojskowych w 2025 i srebrny w 2024. Mistrz Europy U-23 w 2023, drugi w 2024 i 2025. 
Mistrz świata juniorów w 2022 i 2023, drugi w 2021. Mistrz Europy juniorów w 2022 i 2023, trzeci w 2021 roku. 
Mistrz Francji juniorów w 2021 i 2022 roku.